# Севен Оукс (Јужна Каролина)
Севен Оукс (енгл. Seven Oaks) насељено је место без административног статуса у америчкој савезној држави Јужна Каролина.

## Демографија
По попису из 2010. године број становника је 15.144, што је 611 (-3,9%) становника мање него 2000. године.
| Група             | 2000.          | 2010.         |
| Белци             | 11.412 (72,4%) | 8.891 (58,7%) |
| Афроамериканци    | 3.388 (21,5%)  | 4.851 (32,0%) |
| Азијати           | 442 (2,8%)     | 422 (2,8%)    |
| Хиспаноамериканци | 298 (1,9%)     | 572 (3,8%)    |
| Укупно            | 15.755         | 15.144        |